# Agastopsylla boxi
Agastopsylla boxi är en loppart som beskrevs av Jordan et Rothschild 1923. Agastopsylla boxi ingår i släktet Agastopsylla och familjen mullvadsloppor.

## Underarter
Arten delas in i följande underarter:
- A. b. boxi
- A. b. gibbosa